# Triteleia montana
Triteleia montana är en sparrisväxtart som beskrevs av Robert Francis Hoover. Triteleia montana ingår i släktet Triteleia och familjen sparrisväxter. Inga underarter finns listade i Catalogue of Life.